# Marc Fraize
Marc Fraize, noto anche con lo pseudonimo di Monsieur Fraize (Parigi, 1º luglio 1974), è un attore e comico francese.

## Biografia
Originario della regione parigina, M. Fraize partecipa undici volte allo spettacolo On n'demande qu'en rire (2011) su France 2, facendosi notare fin dalla prima esibizione per il suo silenzio che è durato per tre quarti dello sketch.

## Filmografia
- Problemos, regia di Éric Judor (2017)
- Il mio Godard (Le redoutable), regia di Michel Hazanavicius (2017)
- Au poste!, regia di Quentin Dupieux (2018)
- Volontaire, regia di Hélène Fillières (2018)
- Il mistero Henri Pick, regia di Rémi Bezançon (2019)
- Selfie, regia di Thomas Bidegain, Marc Fitoussi, Tristan Aurouet, Cyril Gelblat e Vianney Lebasque (2019)
- Mes jours de gloire, regia di Antoine de Bary (2019)
- Io, lui, lei e l'asino (Antoinette dans les Cévennes), regia di Caroline Vignal (2020)
- Playlist, regia di Nine Antico (2021)
- Tout fout le camp, regia di Sébastien Betbeder (2022)
- Asterix & Obelix - Il regno di mezzo, regia di Guillaume Canet (2023)
- Daaaaaalí!, regia di Quentin Dupieux (2023)